# Moritz Adolf Karl von Sachsen-Zeitz-Neustadt

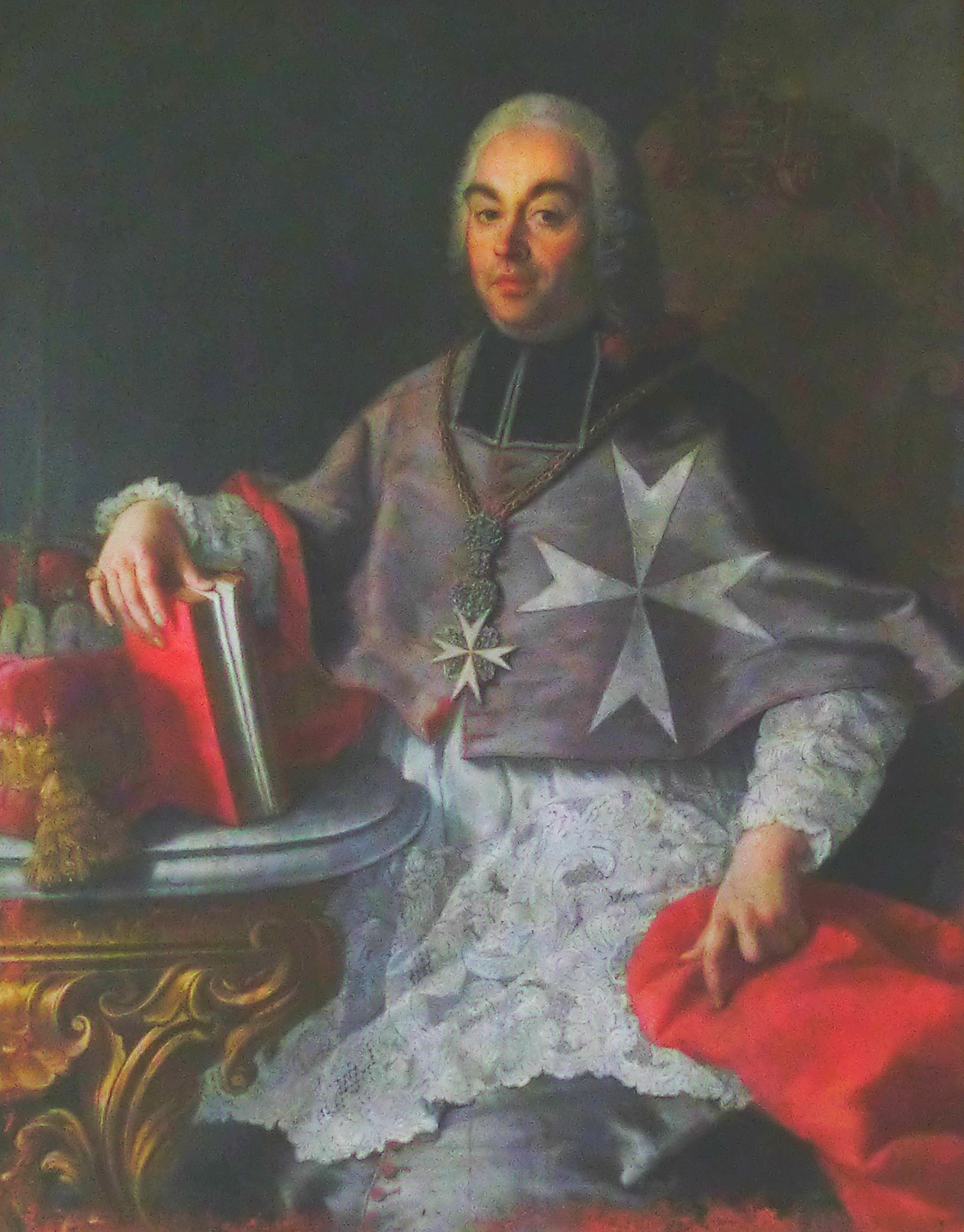
Herzog Moritz Adolf Karl von Sachsen-Zeitz

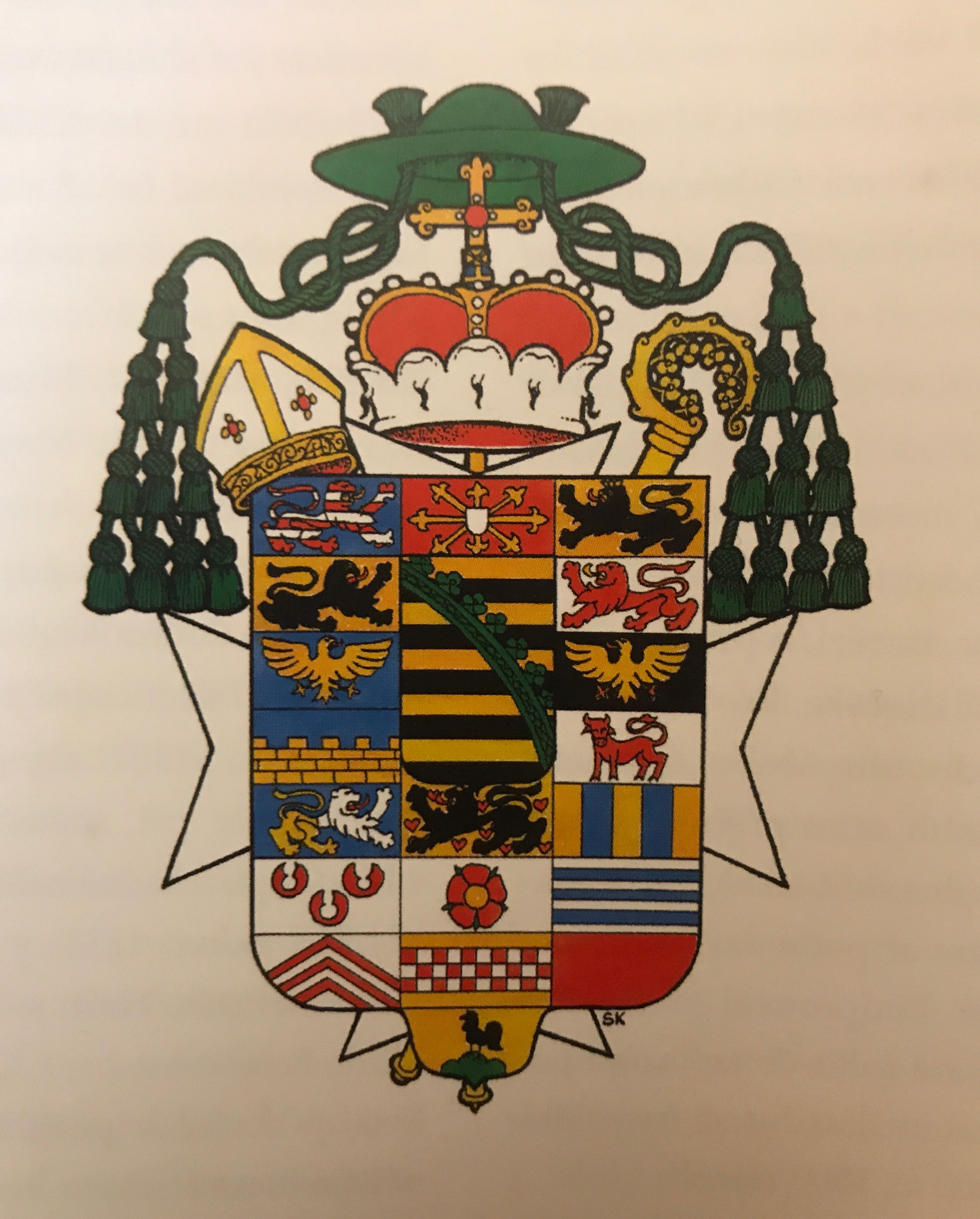
Erzbischofswappen von Herzog Moritz Adolf Karl von Sachsen-Zeitz

Moritz Adolf Karl von Sachsen-Zeitz-Neustadt (* 1. Dezember 1702 im Torhaus von Schloss Moritzburg, Zeitz; † 20. Juni 1759 in Pöltenberg bei Znaim) war Angehöriger einer Seitenlinie der albertinischen Wettiner. Von 1713 bis 1716 war er Herzog von Sachsen-Zeitz zu Pegau und Neustadt, um anschließend eine geistliche Laufbahn einzuschlagen: So wurde er Domherr in Köln und Titularbischof von Pharsalus, sowie Bischof von Königgrätz und Leitmeritz.

## Werdegang
Seine Eltern waren Herzog Friedrich Heinrich von Sachsen-Zeitz, Begründer der Nebenlinie Sachsen-Zeitz-Pegau-Neustadt, und Anna Friederike Philippine von Schleswig-Holstein-Sonderburg-Wiesenburg. Nach dem Tod seines Vaters folgte er ihm 1713 als Herzog der Neben-Sekundogenitur.
1716 konvertierte er zum katholischen Glauben und trat in den geistlichen Stand ein, womit die kurze Phase des Teil-Herzogtums ihr Ende fand und das Gebiet an seinen Onkel Moritz Wilhelm von Sachsen-Zeitz fiel. Durch die Aktivitäten seines anderen Onkels Christian August von Sachsen-Zeitz, von der er selbst bereits in jungen Jahren als unfähig, faul, feige, ignorant und unglaublich bigott eingeschätzt worden war, erhielt er 1719 eine Präbende am Kölner Dom sowie 1722 die Pfründe als Propst des Klosterstifts Altötting, die ihm Clemens August von Bayern als Belohnung für die Stimme seines Onkels bei der Bischofswahl überließ.
Nach der Ordination zum Priester 1725, wurde er am 8. Februar 1730 zum Titularbischof von Pharsalus ernannt. Durch das Haus Habsburg protegiert, wurde er 1732 Bischof von Königgrätz. Im Jahr darauf wurde er in das Bistum Leitmeritz versetzt.
Durch die verweigerte Huldigung des 1741 gekrönten Gegenkönigs Karl III. während des Österreichischen Erbfolgekriegs konnte er trotz seiner wenig bischöflichen Amtsführung die Unterstützung durch den Wiener Hof sichern. Seine Verschwendung führte 1746 zum Konkurs des Bistums Leitmeritz. Während der kaiserlichen Sequestration und der öffentlichen Auseinandersetzungen um seine Person verlegte er seinen Sitz nach Eichstätt. Dort trug er sich im Jahre 1752 mit dem Gedanken einer Resignation. Er kehrte jedoch danach wieder nach Leitmeritz zurück, da er weiterhin besondere besonderen kaiserliche Gunst genoss. Mit dem Ausbruch des Siebenjährigen Krieges floh er 1756 aus Leitmeritz und wurde vom kaiserlichen Hof unter die Aufsicht des Propstes von Pöltenberg gestellt. In Pöltenberg verbrachte er seine letzten Lebensjahre.